# Henningsomyces mutabilis
Henningsomyces mutabilis är en svampart som beskrevs av Agerer 1973. Henningsomyces mutabilis ingår i släktet Henningsomyces och familjen Marasmiaceae.   Inga underarter finns listade i Catalogue of Life.